# Пекшать (деревня)
Пекшать — деревня в Гагинском районе Нижегородской области. Входит в состав Ушаковского сельсовета.

## География
Находится в южной части Нижегородской области на расстоянии приблизительно 14 километров (по прямой) на юг от села Гагино.

## История
Известна с 1623 года как деревня Залесного стана Арзамасского уезда.

## Население
Постоянное население составляло 20 человек (русские 90 %) в 2002 году, 10 в 2010.